# فرانك لفجوي
فرانك لفجوي (بالإنجليزية: Frank Lovejoy)‏ هو مقدم برامج إذاعية وممثل أمريكي، ولد في 28 مارس 1912 بذا برونكس في الولايات المتحدة، وتوفي في 2 أكتوبر 1962 بنيويورك في الولايات المتحدة بسبب نوبة قلبية.

## أعمال

### أفلام
- (1953) بيت الشمع

## وصلات خارجية
- فرانك لفجوي على موقع IMDb (الإنجليزية)
- فرانك لفجوي على موقع ألو سيني (الفرنسية)
- فرانك لفجوي على موقع أول موفي (الإنجليزية)
- فرانك لفجوي على موقع قاعدة بيانات برودواي على الإنترنت (الإنجليزية)
- فرانك لفجوي على موقع قاعدة بيانات الأفلام السويدية (السويدية)
- فرانك لفجوي على موقع إن إن دي بي (الإنجليزية)
- فرانك لفجوي على موقع ديسكوغز (الإنجليزية)
- فرانك لفجوي على موقع قاعدة بيانات الفيلم (الإنجليزية)
- فرانك لفجوي على موقع كينوبويسك (الروسية)